# Martín Simón
José de Martín Simón (Gata, 19 de marzo de 1940) es un pintor y escultor español perteneciente al movimiento expresionista abstracto.
Su obra ha sido expuesta en el Museo de Arte Moderno (MAM) de República Dominicana, y el Museo de Vitoria, entre otras salas tanto públicas como privadas. En 1997, junto con Tàpies, como representantes de la escultura española, expuso su obra en el Bodensee Festival.

La trayectoria creativa de Martín Simón, lo mismo que aúna pintura y escultura, unifica enfoques basados en criterios de ser artista experimental de la Plástica. En pintura, sin complejos, se vuelve anímico ante una mágica ruptura. En escultura, su pila fundamental se basa en símbolos oníricos. El resultado fructífero de ambas artes se le convierte en una vorágine de compleja creatividad difícilmente superable. Mario Ángel Marrodán[cita requerida]
Marío Ángel Marrodán, Tres Épocas Fundamentales

## Biografía

### Infancia y juventud
Nacido en Gata, Extremadura, en el seno de una familia humilde, José de Martín Simón es el cuarto de seis hermanos. Cuando contaba con tres años de edad, su familia se traslada a Bilbao. En 1953, con 13 años de edad, conce al pintor Juan Valenciaga, que se convertirá en su primer maestro en la pintura, y le aconsejará el ingreso en la Escuela de Artes y Oficios, estudios que iniciará un año después. Durante los cuatro siguientes años aprende, trabaja y expone junto a Valenciaga y el pintor y profesor Solís.

### Etapa vasca

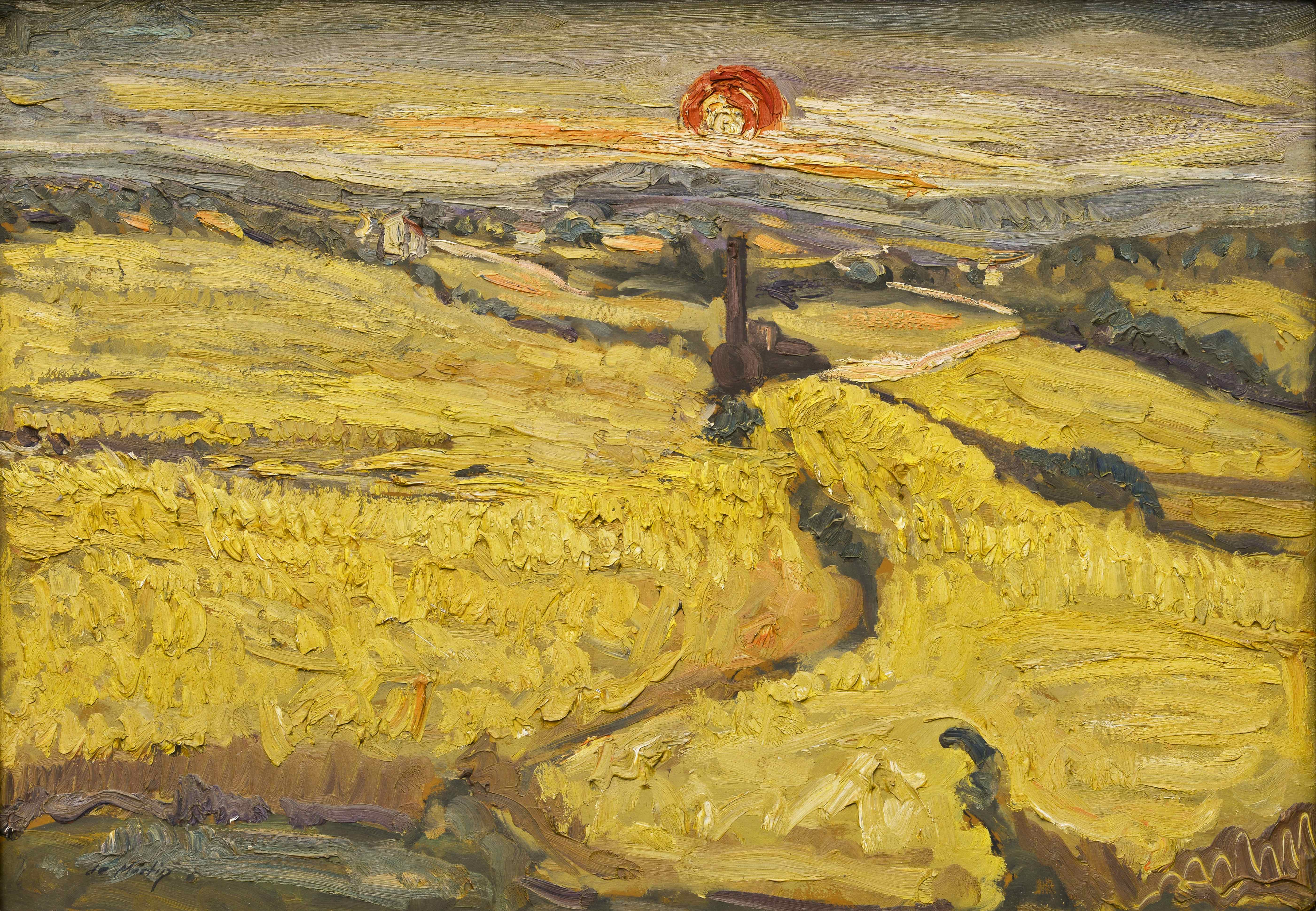
Campos Segados 1953

Hijo del impresionismo localista vasco, realiza dibujos, acuarelas, pasteles y óleos, primando la utilización de coloeres terrosos y acogiéndose a las formas estéticas de pintores como Juan de Etxebarría. Dentro de este estilo vasco, intentó ir un poco más lejos, captando el aire y el humo de Bilbao, la negrura de la ría y los barcos carboneros, la neblina, la calima, la humedad del aire, la difuminación de las montañas en la lejanía. Comienza a observar otro tipo de pintura vasca, más expresionista, como la realizada por Aurelio Arteta o Agustín Ibarrola, aunque eran también formas estéticas ya superadas.
En el año 1958, cuando llega a su mayoría de edad, Martín Simón comprende que si continúa en Bilbao no podrá seguir evolucionando, y comienza a valorar firmemente la posibilidad de trasladarse a Roma con la intención de estudiar los clásicos y la pintura italiana.

### Los años 60. Evolución europea. Roma, París, Bretaña

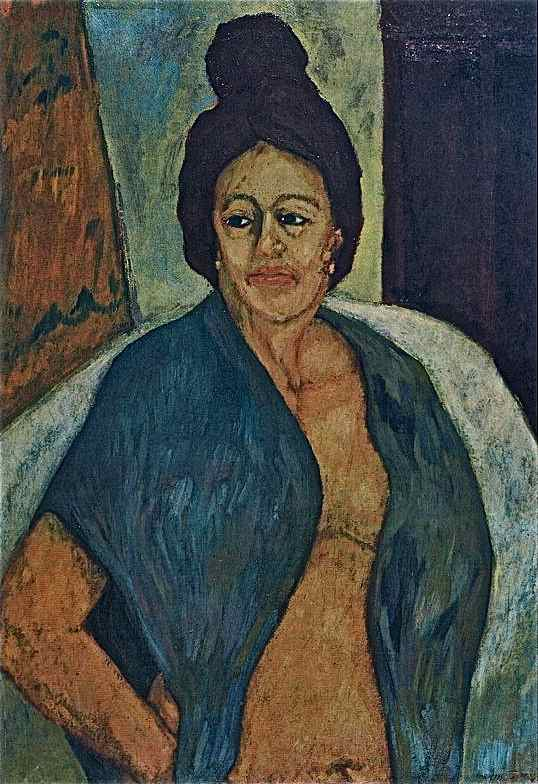
Signora Portinari 1960

Tras su llegada a Roma, comienza a adentrárse en el mundo artístico y cultural de la capital, relacionándose con intelectuales y artistas del momento. Pinta al estilo renacentista motivos y paisajes romanos, más como aprendizaje que como objetivo para su obra. Su relación con Giorgio de Chirico le ayuda a trasponer y trascender toda la obra hecha hasta aquel momento y comenzar a buscar su propia personalidad, fijando su atención en las fórmulas de los pintores del siglo XX y en especial en la idea de la metafísica chiriquiana. Esta influencia será de capital importancia unos años más tarde cuando, en la búsqueda de su verdadera identidad artística, entienda que el surrealismo siempre ha estado solapado en su obra.
Tras regresar de Roma a España para cumplir con el servicio militar y, posteriormente, contraer matrimonio, decide instalarse un tiempo en París. Pero pronto, sintiendo la influencia de impresionistas y post-impresionistas, decide seguir el camino de Gaugen, que le lleva hacía Bretaña, concretamente a Pont-Avent. Allí realiza una pintura impresionista, captando la temática campesina y poetizando personajes y paisajes típicos bretones utilizando colores atípicos, más propios del medio y sur de Francia que de la Bretaña.
Pero el estatismo y la comodidad no forman parte de su vida, y pronto comienza a sentir que se está repitiendo, estancando. Decide regresar a París y comienza a estudiar grabado en los talleres de La Curriere, unos importantes talleres situados en el Sagrado Corazón donde se estampaban grabados y litografías de los maestros de la época (Picasso, Miró...) Se integra en la Escuela de París, pintando bodegones y personajes más expresionistas. Es en esta época cuando conoce al grupo El Paso y a Juana Mordó, que le lleva a imbuirse dentro del Informalismo. Tras dos años de febril trabajo, una crisis le lleva a comprender que este no es su estilo ni su modo de expresión y quema toda su obra, iniciando una etapa surrealista, dentro de sus fórmulas, que irá transformando su estilo y que comienza con la obra "Colisión".

### Regreso a España

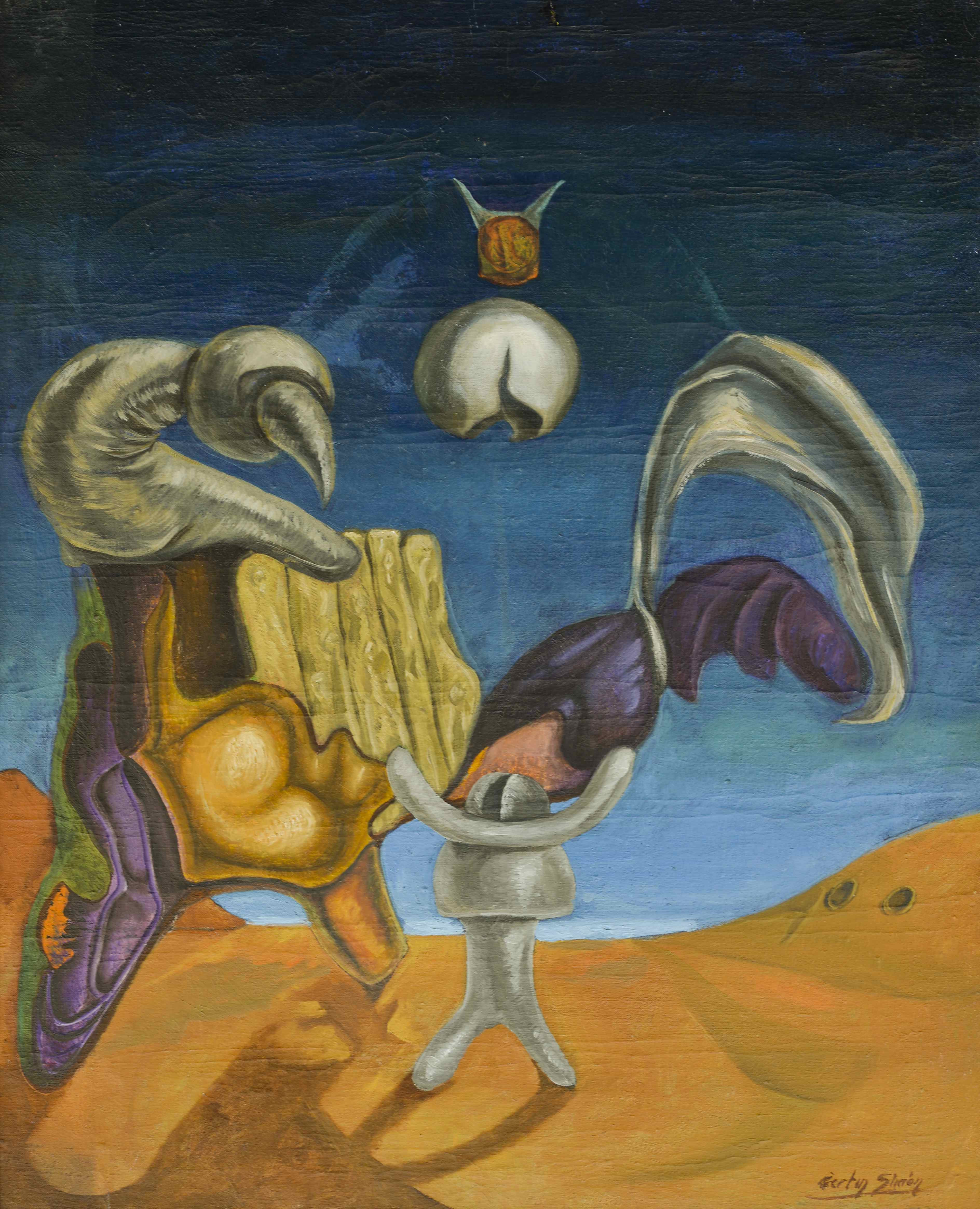
Urogallo 1977

Regresa a Bilbao a principios de los años 70, portando sus conocimientos de toda su etapa anterior y con la intención de mostrar a los vascos su evolución. En el año 1971 se le propone dirigir una galería de arte en Bilbao, que inaugura con una exposición de Antonio Saura y presentación a cargo de Santiago Amón. Tras un año de trabajo decide abandonar la galería para poder dedicar todo su tiempo a la pintura. Los años 70 serán fructíferos y, tras la catarsis ocasionada por su rechazo del informalismo, inicia una nueva etapa donde su estética y discurso serán transformados. En Cáceres le homenajearán y organizarán exposiciones, además de proponerle entrar a formar parte del grupo político CDS (propuesta que Martín Simón rechaza). Se traslada a Collado Villalba y, a finales de la década, La Gran Enciclopedia Vasca le encarga un libro de bibliófilo titulado "El Tarot", formado por 26 planchas de aguafuerte.

### Época Iberoamericana
A principios de los 80, y con motivo de presentar su libro "El Tarot", viaja a México. Tras el éxito cosechado con este libro recibe el encargo de realizar otro libro de grabados, esta vez con el motivo "La Tauromaquia", compuesto por 23 planchas de aguafuerte. Decide instalarse en este país, realizando exposiciones, dando conferencias e incluso pintando un cuadro "en directo". Durante toda esta década los símbolos y el discurso en su obra, que ya había evolucionado drásticamente, se transforma siguiendo el camino expresionista aunque dentro, aún, de las fórmulas surrealistas hasta finalizar con la serie de "Los Dioses"(1987), más enraizada en el expresionismo crítico.

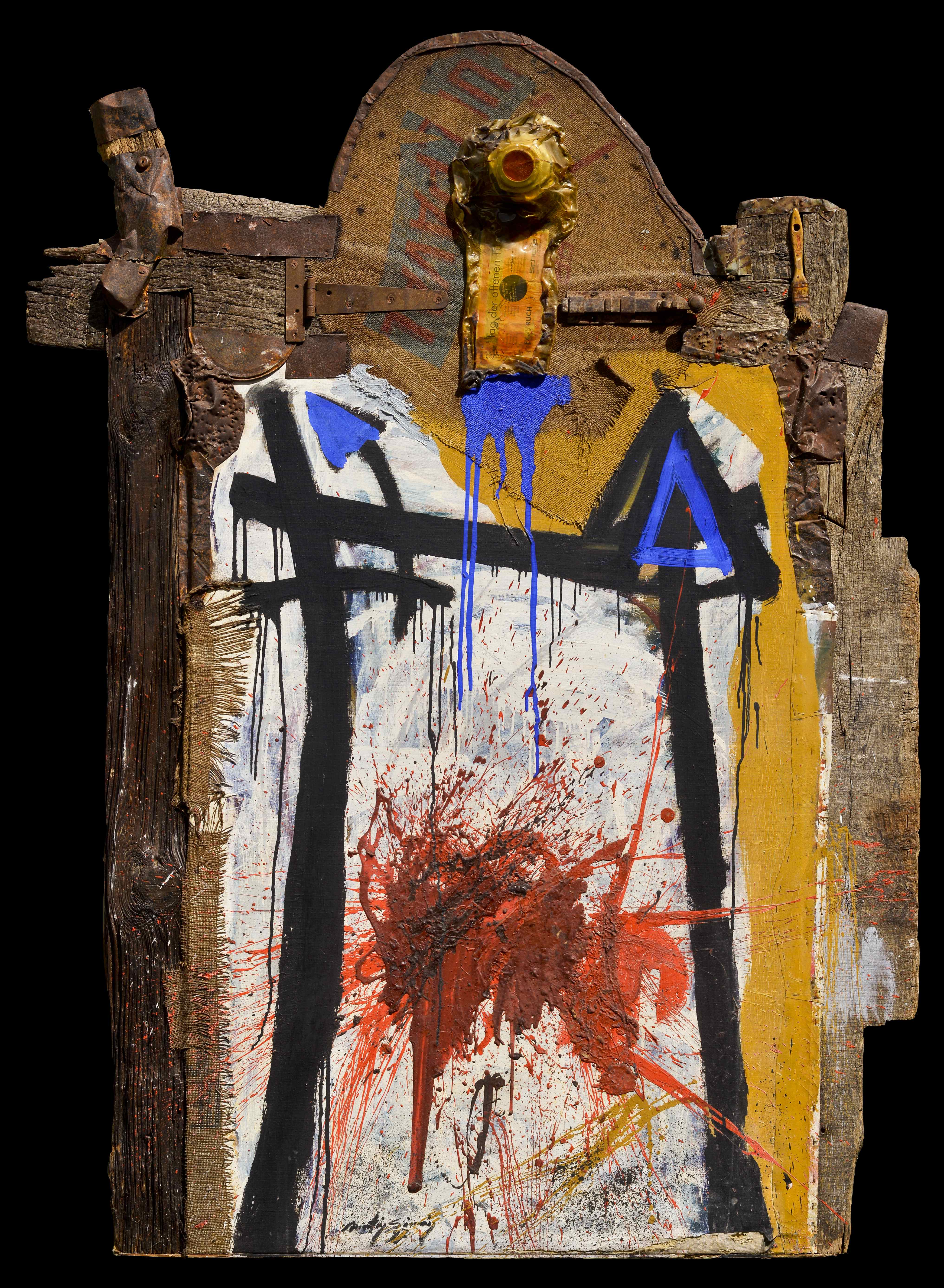
Che Guevara II

A finales de los 80, preocupado por la situación política de la época y la falta de ética de la sociedad, decide incluir y recuperar en su obra materiales de desecho (maderas, chapas, clavos, bisagras...) añadiéndolos a una obra mucho más crítica en la que integra una serie de signos, un nuevo alfabeto, con los que se propone denunciar y criticar la amoralidad de la sociedad. Sus cuadros destruyen la simetría matemática del lienzo intentando hacer desaparecer la importancia del cuadro, del marco que alberga la obra. Sus obras más importantes son El concierto de Salamanca y El otro Guernica.
A mediados del 2000 recala en la República Dominicana, donde continúa desarrollando su filosofía humanística, centrada en la denuncia de la injusticia y el abuso del más fuerte al más débil y que, tras la serie de "Los Dioses", planteaba la crisis de valores de una sociedad que destruye al hombre, al que tras alcanzar una determinada edad no considera ni útil ni hábil (de ahí la utilización de materiales de deshecho). Esto se plasma en la exposición "Mundos Irreales", aunque utilizando una estética más legible que la usada hasta el momento.

### Actualidad en Alemania

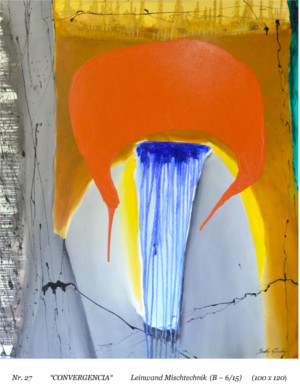
Convergencia 2016

A partir de 2015, se instala en Alemania. En su obra actual persiste en su filosofía humanista pero se observa un cambio en su estética. Esto lo causa, como siempre, su percepción de la esencia misma de la sociedad en la que se mueve y de la que participa. A diferencia del mundo americano en el que se ha movido esta última década y que generó aquellos "Mundos Irreales", se encuentra y se siente en un mundo más limpio, más organizado y estructurado. Con el uso de colores más limpios, esta obra nos transmite una sensación de una sociedad con una estructura más igualitaria.
No obstante esto, en esta obra donde siempre está presente un profundo análisis sociocultural, se ve de inmediato que no se inhibe de la denuncia de esos territorios en los que la desigualdad todavía es evidente y está muy lejos de desaparecer, maneja unos símbolos como el negro y los deslizamientos de la pintura sobre el lienzo que podrían parecer descontrolados, pero nada más lejos de la realidad, ya que si se observa detenidamente, es claro el absoluto control, tanto en los matices del color como en los efectos creado por la materia. Su sentido ético de la vida es el mismo que nos viene relatando desde siempre, pero eso sí, con esta producción actual, nos demuestra su facilidad para encontrar nuevos alfabetos para un mismo discurso.
Su propuesta actual es hacer honor, con su trabajo, a esas sociedades que han dejado tanta historia en la evolución humana, pero no dejando de recordarle que aún falta mucho camino que recorrer para llegar a ese objetivo social que es la igualdad de todos los hombres.

## Exposiciones
- 1956: Galería Artogar – Bilbao
- 1957: Galería Arte – Bilbao
- 1958: Colegio Español – Roma, Italia
- 1958: Grupo Culturale – Padova, Italia
- 1959: Galería Jovane – Verona, Italia
- 1960: Opera Pia – Roma, Italia
- 1960: Galería Arte – Bilbao
- 1961: Espacio Arte – Gran Canaria
- 1963: Galeri de Tokio – Bourdeaux, Francia
- 1964: Galeri Saint Michel – Paris, Francia
- 1966: Galeri Saint Michel – Paris, Francia
- 1968: Galería Juana Mordo – Madrid
- 1969: Galeri Saint Michel - Paris, Francia
- 1970: Galería Medina – Madrid
- 1972: Centro Cultural Extremeño
- 1974: Homenaje Exposición Museo de Cáceres
- 1974: Galería Berkobich – Madrid
- 1975: Galería Winsord – Bilbao
- 1976: Galería Zarte – Bilbao
- 1977: Galería Juana Mordo – Madrid
- 1978: Galería Artiberia – Logroño
- 1979: Instituto Cuyano de Cultura Hispana – Mendoza, Argentina
- 1980: Centro Cultural Hispano Mexicano – México D.F.
- 1981: Conferencia Expo en Ateneo Español – México D.F.
- 1984: Galeri Versalles – Orleans, Francia
- 1986: Esculturas Urbanas – Villalba, Madrid
- 1987: Ayuntamiento El Escorial – Esculturas
- 1988: Inauguración Casa Cultura – Villalba, Madrid
- 1990: Galería Década – Madrid
- 1991: Fundación BBVA
- 1992: Feria 5° Centenario – Sevilla
- 1993: Museos de: Cáceres – Mérida - Badajoz
- 1995: Stampa – Madrid
- 1995: Galería Fasbender – Chicago, Estados Unidos
- 1996: Museo de Arte Español – Miami, Estados Unidos
- 1997: Graf Zeppelin Haus – Friedrichshafen, Alemania
- 1999: Art Forum – Berlín, Alemania
- 1999: ARCALE – Salamanca
- 1999: Batik International Art (Barcelona/New Jork/Miami) Lineart - Gent, Bélgica
- 2001: Museo de Vitoria
- 2001: Fundación Caja Duero, Salamanca
- 2003: ARCALE – Artista invitado, Salamanca
- 2006: Galería Monsequi – Madrid
- 2006: Galería Nou Milleni – Barcelona
- 2007: Iberarte – Zaragoza
- 2008: Galería Monsequi – Madrid
- 2009: Obispado – Conferencia / Exposición – Puntacana, República Dominicana
- 2013: Escuela Nacional de Artes Visuales – Santo Domingo R.D., República Dominicana
- 2014: MAM Museo de Arte Moderno – Santo Domingo, República Dominicana
- 2016: Internationale Galería Colonia - Colonia, Alemania
- 2016: Galeria Rouge Remscheid-Lennep, Alemania
- 2017: Iglesia Sankt Aposteln - Colonia, Alemania